# The Red Star (comics)
Pour les articles homonymes, voir Red Star (homonymie).
The Red Star est une série de comics américaine éditée par Archangel Studios et distribuée par Image Comics. La série, créée et scénarisée par Christian Gossett, a été publiée en partie en français par Semic.
Le dessin mélange crayonné traditionnel et décor en image de synthèse.

## Synopsis
Hantés par les fantômes du passé de leur nation, les héros de l'Etoile Rouge désertent la Flotte Rouge pour s'engager dans un combat afin de libérer leur peuple des sombres desseins de Imbohl, leur leader.

## Thème
Cette série se présente comme un récit de science-fiction, empreint de sorcellerie, mais se veut une dénonciation très directe de la politique militaire russe actuelle, notamment en Tchétchénie.

## Publication

### Parutions françaises (Semic)
- Tome 1 (épisodes 1 à 4)
- Tome 2 (épisodes 5 à 8 + 1 one-shot numéroté 7,5)

### Parutions en version originale
La série a connu plusieurs éditeurs. Commencée chez Image Comics, elle déménagera ensuite chez Crossgen, avant un hiatus de 2 ans. La série a été relancée en 2006 en auto-édition, avec The Red Star : Sword of Lies.

#### Image Comics(2000-2002)
- The Red Star vol.1 #1-9 + Annual + 7,5

#### Crossgen(2003-2004)
- The Red Star vol.2 #1-5

#### Archangel Studios (2006)
- The Red Star : Sword of Lies #1

## Produits dérivés
Archangel Studios a édité des figurines des principaux personnages, ainsi qu'un jeu vidéo.

## Liens
- (en) Le site officiel de la série
- (fr) Red Star sur Comics VF